# 湘南女子寮物語
『湘南女子寮物語』（しょうなんじょしりょうものがたり）は、テレビ朝日系列で1993年7月5日から9月20日に月曜ドラマイン枠で放送されたテレビドラマ。さらにドラマを原作にした小説も発売。平均視聴率9.8%。

## ストーリー
吉野彰一（水谷豊）は、プロサーファーになるという夢が破れてハワイから帰国してきたバツイチ。元妻や子と生活やりなおすという理想を持って、10年ぶりに帰国してくるが、実家の2階は寮として改造されていた。幼なじみの博司（モト冬樹）が理事長である「七里ヶ丘女学院」の生徒の中でも「問題児」といわれている7人の少女が、学校の寮から追い出されて彰一の父親が生前に引き取っていたためだった。彰一はこの寮に住む「問題児」を更生させ、寮から追い出しそうと考える。しかし、7人の面倒を泊まり込みでボランティアで見る代わりに、彰一の実家に住ませてもらっている大学生の真子（田中律子）から、7人の「問題児」を更生させるのは不可能だといわれる。彰一は他人は他人だと自由に生活しようとするが、7人の少女たちは次々と事件を起こしていく。彰一はその根っからの陽気で自由な性格も活用して、真正面から少女たちの心の問題を解決していく。

## キャスト
- 吉野彰一：水谷豊　 湘南にある銭湯「吉野湯」の2代目。陽気で自由な性格。娘を激愛し、また元妻と娘と3人で生活したいと思っている。「七里ヶ浜女学院」で「問題児」と呼ばれる型破りな7人の女子高校生を、独自のやり方で更生していく。7人からは「おっさん」呼ばわりで嫌われる（この際、彰一が「おっさんはやめろ」と否定するのがお決まりのやり取り）が、7人と心が通じた後は「Jr」と呼ばれてる。
- 西川真子：田中律子　大学生。7人の女子高生の面倒を泊まり込みでボランティアで見る代わりに、彰一の実家に住ませてもらっている。
- 大元鉄男：渡部篤郎　彰一の実家に住み込みで働く青年。美奈に好意を抱いている。
- 露木美奈：高橋かおり　7人の「問題児」の1人。物静かで内気だが、レイプされて男性恐怖症になったという過去を秘めている。
- 川村由利：辺見えみり　7人の「問題児」の1人。不良。
- 坂本千佳：井上晴美　7人の「問題児」の1人。ファザコンで大人に見境がない。
- 山野早紀：水野美紀　7人の「問題児」の1人。少林寺拳法が得意で、スケバンを相手に喧嘩している。
- 北原直子：西野妙子　7人の「問題児」の1人。暴走族の頭領だった。
- 今野京子：鈴木蘭々　7人の「問題児」の1人。どうしても他の人とテンポがズレてしまう。
- 間山絵美：小林恵　7人の「問題児」の1人。同性愛者だと疑われている。
- 高林博司：モト冬樹　彰一の幼なじみ。7人の「問題児」も通う「七里ヶ丘女学院」の理事長。7人を退学させようと密かに計画している。
- 本田洋二：乃木涼介
- 三浦弥生：秋田桃
- 立花久子：三宅亜依
- 山崎トシ：絵沢萠子
- 西川玲子：村上里佳子　彰一の幼馴染みで真子の姉。
- 三浦涼子：浅田美代子　彰一の元妻。横浜で暮らしている。

## テーマ曲
- オープニング曲「湘南メモリー」LEON（作詞：里乃塚玲央、作曲：LEON、編曲:平間あきひこ）
- エンディング曲「青い夏に身をまかせ」Litz Co（作詞：田中律子、作曲：春畑道哉、編曲：葉山たけし）

## スタッフ
- 脚本：奥村俊雄、吉村ゆう
- 音楽：平間あきひこ
- 選曲：合田豊
- プロデュース：小関明、東裕二、小椋正樹
- 監督：成田裕介、森一弘、南晃行、東裕二
- 制作協力：テイクシステムズ
- 制作：テレビ朝日、ニューウェーヴ

## サブタイトル
| 各話                                                     | サブタイトル              | 脚本     | 視聴率 |
| -------------------------------------------------------- | ------------------------- | -------- | ------ |
| Wave 01                                                  | 7人の非行少女             | 奥村俊雄 | 11.8%  |
| Wave 02                                                  | AV女優になってやる！      | 奥村俊雄 | 12.9%  |
| Wave 03                                                  | レイプなんかブッとばせ!!  | 奥村俊雄 | 8.1%   |
| Wave 04                                                  | H大好き少女の初恋         | 奥村俊雄 | 10.2%  |
| Wave 05                                                  | レディース湘南暴走族!!    | 吉村ゆう | 7.5%   |
| Wave 06                                                  | わたしはレズ!?            | 吉村ゆう | 8.7%   |
| Wave 07                                                  | 超あぶないアルバイト!!    | 奥村俊雄 | 8.9%   |
| Wave 08                                                  | ラブ・ウォーズ!!          | 奥村俊雄 | 9.3%   |
| Wave 09                                                  | 妊娠!? 全員退学だ!!       | 奥村俊雄 | 10.6%  |
| Wave 010                                                 | 女子寮解散!? 別れたくない | 奥村俊雄 | 9.6%   |
| 平均視聴率9.8%（視聴率は関東地区・ビデオリサーチ社調べ） |                           |          |        |

## ネット局
| 放送対象地域  | 放送局             | 系列           | 備考               |
| ------------- | ------------------ | -------------- | ------------------ |
| 関東広域圏    | テレビ朝日         | テレビ朝日系列 | 制作局             |
| 北海道        | 北海道テレビ       | テレビ朝日系列 |                    |
| 青森県        | 青森朝日放送       | テレビ朝日系列 |                    |
| 宮城県        | 東日本放送         | テレビ朝日系列 |                    |
| 秋田県        | 秋田朝日放送       | テレビ朝日系列 |                    |
| 山形県        | 山形テレビ         | テレビ朝日系列 |                    |
| 福島県        | 福島放送           | テレビ朝日系列 |                    |
| 新潟県        | 新潟テレビ21       | テレビ朝日系列 |                    |
| 長野県        | 長野朝日放送       | テレビ朝日系列 |                    |
| 静岡県        | 静岡けんみんテレビ | テレビ朝日系列 | 現・静岡朝日テレビ |
| 石川県        | 北陸朝日放送       | テレビ朝日系列 |                    |
| 中京広域圏    | 名古屋テレビ       | テレビ朝日系列 |                    |
| 近畿広域圏    | 朝日放送           | テレビ朝日系列 | 現・朝日放送テレビ |
| 広島県        | 広島ホームテレビ   | テレビ朝日系列 |                    |
| 香川県 岡山県 | 瀬戸内海放送       | テレビ朝日系列 |                    |
| 福岡県        | 九州朝日放送       | テレビ朝日系列 |                    |
| 長崎県        | 長崎文化放送       | テレビ朝日系列 |                    |
| 熊本県        | 熊本朝日放送       | テレビ朝日系列 |                    |
| 鹿児島県      | 鹿児島放送         | テレビ朝日系列 |                    |

| テレビ朝日系 月曜ドラマ・イン            | テレビ朝日系 月曜ドラマ・イン             | テレビ朝日系 月曜ドラマ・イン             |
| 前番組                                   | 番組名                                    | 次番組                                    |
| ---------------------------------------- | ----------------------------------------- | ----------------------------------------- |
| ツインズ教師 （1993年4月12日 - 6月28日） | 湘南女子寮物語 （1993年7月5日 - 9月20日） | 愛してるよ! （1993年10月11日 - 12月20日） |